# インディゴ (お笑いコンビ)
インディゴは、吉本興業東京本社（東京吉本、厳密には子会社のよしもとクリエイティブ・エージェンシー）に所属するお笑いコンビ。東京NSC11期出身。2016年6月13日結成。2018年11月12日に解散を発表した。

## メンバー
- 近藤 裕希（こんどう ゆうき、1985年7月29日（39歳） - ）

愛知県名古屋市熱田区出身。
身長180cm、体重65kg、血液型はAB型、名古屋市立白鳥小学校、名古屋市立宮中学校、愛知県立昭和高等学校、立教大学社会学部産業関係学科卒業。
大学は3年通って5年休学をしており、2013年4月に復学し芸人活動と並行して2年通学、2015年3月に卒業した。
よしもと男前ランキング・2012年第35位、2013年49位、2014年7位、2015年36位。
以前はバースとして活動（2016年2月16日解散）。
バース解散後はピン芸人「近藤裕希」としてライブに出演していた。
インディゴ解散後は、芸能界を引退。
- りゅーじ（1986年12月10日（38歳） - ）

本名 小浜隆次（こはま　りゅうじ）
福岡県出身。
身長174cm、64kg、血液型はA型。
プロボクサーのライセンスを取得している。
以前はトンファーとして活動（2016年3月31日解散）。
インディゴ解散後も、芸人活動を継続する。

## 概要
インディゴとして活動する以前に、トリオとして活動していた経歴を持つ。
近藤は、NSC時代に幼稚園からの幼馴染の向井慧と共に「あじさい公園」としてコンビで活動。その後、りゅーじが加わりトリオ「ブルースタンダード」として活動（2008年3月に解散）。解散後は、向井は「パンサー」、近藤は「バース」（2016年2月に解散）、りゅーじは「トンファー」（2016年3月に解散）というコンビを組みそれぞれの道を歩むことになる。
その後、ピン芸人となった近藤とりゅーじが再結成する形で「インディゴ」を結成。名前は向井が命名した。